# Боравське-Малі
Боравське-Малі (пол. Borawskie Małe, нім. Klein Borawsken) — село в Польщі, у гміні Олецько Олецького повіту Вармінсько-Мазурського воєводства.
Населення — 28 осіб (2011).
У 1975-1998 роках село належало до Сувальського воєводства.

## Демографія
Демографічна структура станом на 31 березня 2011 року:
|          | Загалом | Допрацездатний вік | Працездатний вік | Постпрацездатний вік |
| -------- | ------- | ------------------ | ---------------- | -------------------- |
| Чоловіки | 16      | 0                  | 16               | 0                    |
| Жінки    | 12      | 3                  | 7                | 2                    |
| Разом    | 28      | 3                  | 23               | 2                    |